# Qingtianhua
Qingtianhua is een Chinees dialect die vooral gesproken wordt in het Zhejiangse gebied Qingtian. Het dialect behoort tot het Chuquhua. Buiten Qingtian wordt het gesproken door gemigreerde Qingtianers. In Spanje, Italië, België en Nederland wonen zeer veel van deze gemigreerde Qingtianers.
- Sino-Tibetaanse talen
  - Chinese talen
    - Wu
      - Chuquhua
        - Qingtianhua